# 克里斯托弗·希巴
克里斯托弗·希巴是一位美国天体生物学家，普林斯顿大学教授，2001年获麦克阿瑟奖，小行星7923以他的姓氏命名。